# Lennon (Michigan)
Lennon è un villaggio degli Stati Uniti d'America, situato nello Stato del Michigan, diviso tra la contea di Shiawassee e la contea di Genesee.